# Pyriporoides uniserialis
Pyriporoides uniserialis är en mossdjursart som först beskrevs av Campbell Easter Waters 1904.  Pyriporoides uniserialis ingår i släktet Pyriporoides och familjen Calloporidae. Inga underarter finns listade i Catalogue of Life.